# Haplotrichum medium
Haplotrichum medium é uma espécie de fungo pertencente à família Botryobasidiaceae.